# 地被植物
地被植物（ちひしょくぶつ、ground cover plants）とは地表面を覆って地肌を隠す為に植栽する植物の総称で、草丈が低く性質強健な木本及び草本類の事をいう。

## 地被植物の条件
- 地表面を密に覆い、美しい樹姿（草姿）の種類である。
- 草丈が低く多年草で、植物体が軟らかい。
- 繁殖力が強く容易に増やせる（地下茎ほふく茎の伸張）。
- 性質が強健で環境条件に対する適応性が大である。（利用・用途が多様）。
- 病害虫に対して強く、管理が容易である。

## 種類
- 芝草類
  - 日本芝
  - 西洋芝
  - クローバー
  - ダイコンドラなど
- 低木類
  - コクチナシ
  - サツキツツジ
  - キリシマツツジ
  - フッキソウなど
- ツル物類
  - キヅタ
  - スイカズラ
  - ヘデラ
  - ツルニチニチソウなど
- ササ類
  - オカメザサ
  - クマザサ
  - チゴザサなど
- 草本類
  - アジュガ
  - タマリュウ
  - リュウノヒゲなど
- シダ類
  - イワヒバ
  - クサソテツ
  - トクサなど
- コケ類
  - スギゴケ類
  - ハイゴケなど

## 利用特性・効用
- 安全の確保
- 美的に優れる
- 砂等の飛散防止（法面保護）
- 気温の上昇防止等、微気象の改善（壁面や斜面に緑化をする事で反射熱を低減し、体感温度を下げる事が出来る。愛・地球博でも実演された）

いったん定着すると他の雑草が生えるのを妨げる効果があるため、センチピードグラスは田の畦の管理に使われる。